# كلاوديو فارغاس
كلاوديو فارغاس (بالإسبانية: Claudio Vargas)‏ (15 ديسمبر 1985 بأسونسيون في باراغواي - ) هو مدرب كرة قدم ولاعب كرة قدم باراغواياني في مركز الوسط. لعب مع أتليتيكو توكومان وأوليمبيا أسونسيون وسبورتيفو لوكوينو وسيرو بورتينيو ونادي أودينيزي ونادي تريفيزو ونادي فينيزيا ونادي ليبرتاد وClub 3 de Febrero FBC ‏ ونادي سول دي أميريكا وAtlántida Sport Club ‏.

## وصلات خارجية
- كلاوديو فارغاس على موقع قاعدة بيانات كرة القدم.إي يو (الإنجليزية)
- كلاوديو فارغاس على موقع Soccerway.com (الإنجليزية)
- كلاوديو فارغاس على موقع عالم كرة القدم.نت (الإنجليزية)
- كلاوديو فارغاس على موقع AS.com (الإسبانية)